# The Plain Dealer
The Plain Dealer è il principale quotidiano di Cleveland, Ohio, Stati Uniti. Secondo un'analisi dei dati di circolazione pubblicata nel marzo 2013, il quotidiano è stato tra i primi 25 quotidiani negli Stati Uniti per diffusione sia quotidiana che domenicale.
Nel 2015, The Plain Dealer aveva più di 250.000 lettori giornalieri e 790.000 lettori la domenica. Il mercato dei media del Plain Dealer, la Cleveland-Akron Designated Market Area, ha una popolazione di 3,8 milioni di persone, il che lo rende il diciannovesimo mercato più grande degli Stati Uniti.
Nell'aprile 2013 The Plain Dealer ha annunciato che avrebbe ridotto la consegna a domicilio a tre giorni alla settimana, domenica inclusa. Questo è entrato in vigore il 5 agosto 2013. Una versione quotidiana di The Plain Dealer è disponibile in formato elettronico e cartaceo presso negozi, edicole ed edicole.
Il giornale fu fondato nel gennaio 1842 quando due fratelli, Joseph William Gray e l'ammiraglio Nelson Gray, rilevarono The Cleveland Advertiser e cambiarono il suo nome in The Plain Dealer. Il Cleveland Advertiser era stato pubblicato dal 1831 al 1841.

## cleveland.com
Come molti altri periodici cartacei la proprietà ha creato un sito web di notizie da affiancare a The Plain Dealer. Questo sito è cleveland.com, nata come "azienda sorella" del quotidiano. Sebbene sotto la stessa proprietà di The Plain Dealer, cleveland.com è un'organizzazione separata con personale e uffici separati e con responsabilità separate dal giornale; cleveland.com ha la responsabilità di tutta la presenza online, mentre The Plain Dealer fornisce solo un prodotto cartaceo e non online. cleveland.com è descritto dai suoi proprietari come "il principale sito di notizie e informazioni nello stato dell'Ohio" e come il punto vendita digitale per i contenuti passati e presenti di The Plain Dealer.
La struttura aziendale alla base di questi cambiamenti è stata il lancio, annunciato nell'aprile 2013 ed effettivo in agosto, di una "nuova società focalizzata sul digitale", anch'essa di proprietà della famiglia Newhouse, la Advance Publications, inizialmente (nel 2013) chiamata Northeast Ohio Media Group (NEOMG) e ribattezzata nel gennaio 2016 come Advance Ohio. The Plain Dealer Publishing Company ha mantenuto la responsabilità di The Plain Dealer (cioè l'edizione cartacea), mentre NEOMG ha acquisito la responsabilità di gestire cleveland.com e Sun Newspapers (un gruppo di giornali più piccoli, settimanali e più orientati alla periferia nell'area metropolitana di Greater Cleveland, anch'essi di proprietà di Advance Publications). NEOMG è stata anche resa responsabile di tutte le vendite e il marketing degli annunci per The Plain Dealer, Sun News e cleveland.com. Sia NEOMG (in seguito Advance Ohio) che The Plain Dealer Publishing Company forniscono contenuti a The Plain Dealer e cleveland.com.